# Ecco2K
Зак Арогундаде Гатеруд (нар. 1994 або 1995), професійно відомий як Ecco2K, — шведський дизайнер, художник, співак, продюсер і репер. У 2004 році Арогундаде заснував групу Krossad разом із Bladee, його тодішнім однокласником. Через три роки він заснував свій перший модний бренд Alaska, а пізніше приєднався до шведського бренду взуття Eytys як дизайнер. Він заснував Drain Gang разом із друзями дитинства Bladee, Thaiboy Digital і Whitearmor у 2013 році. Ecco2K з'являвся в альбомах із Drain Gang і став режисером музичних відео, перш ніж випустити свій дебютний сольний студійний альбом E у 2019 році. Він випустив мініальбом PXE у 2021 році, а спільний студійний альбом Crest у 2022 році.